# Oluf Bornemann
 Der er flere personer med dette navn, se Ole Bornemann.
Oluf Bornemann (født 28. november 1683 i København, død 2. juni 1747) var en dansk-norsk biskop, søn af Cosmus Bornemann, far til Vilhelm Bornemann.
Bornemann deponerede 1701 og blev omtrent 1703 alumnus på Borchs Kollegium. Efter at have tilbragt sine 5 år her forblev han endnu 3 år i København, indtil han 1711 blev udnævnt til Lector theologiæ i Bergen og sognepræst til det lektoratet tilhørende kald Fane. Da Bergens bispestol 1731 var bleven ledig ved Marcus Müllers død, blev han ved sin broder etatsråd Philip Julius Bornemanns indflydelse udnævnt til hans eftermand 18. januar 1732.
Efter Pontoppidan var han i sit private liv en from og god mand, men i sit embede var han langsom og lidet virksom, hvorfor også de pastorale forhold i staden under hans episkopat til dels vare sørgelige, og forargelige stridigheder herskede. Han kom allerede det første år, han var biskop, i strid med stiftsbefalingsmanden, admiral Ulrik Kaas, der havde tilladt sig at sende en erklæring i en skolesag for sig selv under foregivende, at biskoppen lod sagerne ligge.
Endnu værre blev forholdet, da man i Bergen vilde oprette en enkekasse 1736. Kaas lod udarbejde et projekt til en stifts-enkekasse og sendte det om til præster og andre efter at have meddelt det til biskoppen. Denne samlede byens autoriteter og fik i stand et nyt projekt, hvorefter enkekassen skulde være en privat indretning. Kaas antog, at man her gik hans embede for nær, og i den derpå følgende skriftveksel gik biskoppen langt ud over mådeholdets grænser.
Det blev pålagt ham at rejse til Kristiania og modtage en irettesættelse af statholderen. Det blev ikke ved dette, thi da han kom hjem, havde Kaas atter klaget over fornærmelige ytringer af biskoppen i et kirkeinspektionsmøde, for hvilke han måtte gøre skriftlig afbigt og betale 100 rigsdaler i mulkt. Rimeligvis har biskoppen følt sig som medlem af en af Danmarks berømteste lærde slægter, og det ses, at han hånede Kaas' adelskab og beskyldte ham for uduelighed.
Han blev gift 1. 1712 med Mette Dorothea Randulph (født 1685, død 1729, begravet 6. maj), datter af biskop Niels Randulph og hans anden hustru, Dorothea Cathrine, født Wandal; 2. 1730 med Ingeborg Marie Hansen (død 1753), datter af stiftamtsskriver i Bergen, assessor Villum Hansen og hans første hustru, Helene Mikkelsdatter, født Riisbrich. Hans 3 sønner af andet ægteskab blev embedsmænd i Danmark.